# 海豐 (嘉義縣)
海豐，是臺灣嘉義縣鹿草鄉的一個傳統地域名稱，位於該鄉中西部，並延伸至西部北側邊界地帶。相較於今日行政區，其範圍大致包括豊稠村南半葉不含其西部及東部、竹山村東北部邊界地帶偏南側一小段、西井村西部北側凸出部分的西南大半部。

## 歷史
台灣日治初期，海豐地區為一街庄（舊制街庄），稱為「海豐庄」，隸屬於鹿仔草堡。該庄昔日北及東與鹿仔草庄為鄰，南邊為竹仔腳庄，西邊為後庄仔庄、新庄。
1901年（日治明治三十四年）11月11日，全台廢縣廳改設二十廳，該庄隸屬於嘉義廳。1904年（明治三十七年）2月20日，該庄編入「鹿仔草區」，隸屬於嘉義廳。1905年（明治三十八年）7月1日，嘉義廳內管轄區域調整，該庄仍隸屬於「鹿仔草區」。1909年（明治四十二年）10月25日，全台合併二十廳為十二廳，鹿仔草區仍隸屬於嘉義廳。1920年（大正九年）10月1日，全台地方制度大改正，廢十二廳改設五州二廳，該庄改制為「海豐」大字，隸屬於臺南州東石郡鹿草庄（新制街庄）。
戰後鹿草庄改制為鹿草鄉，隸屬於臺南縣，大字亦改制為村。1950年10月25日，雲、嘉、南分治，鹿草鄉改隸屬嘉義縣。

## 聚落
該地區發展較早的聚落為海豐，在日治期初期的官方地圖上已有記載。

## 交通
縣道167號是朴子至麻魚寮（實際終點為後潭）的道路，經過本地區東北角。由該道路（大方向）西行可前往朴子市朴子市區，並止於縣道157號、縣道168號共線路口；東行可前往鹿草鄉鹿草市區、太保市的後潭，並止於縣道168號路口。
鄉道嘉36線是牛挑灣至鹿草的道路，經過本地區主聚落。
鄉道嘉36-1線是海豐至下潭的道路，其北側端點（起點）位於本地區主聚落的鄉道嘉36線路口。

## 產業
- 行政院農業委員會台南區農業改良場嘉義分場